# Benito Sagredo
Benito Sagredo (Burgos; 1976) es un actor español. Está casado con la actriz Lucía Jiménez.

## Biografía
Se inició en series de televisión y su acceso a la primera línea le llegó con la película El penalti más largo del mundo. Participó en la serie de televisión MIR, en la que interpreta a Alberto Sales, un cirujano que vuelve de Nueva York y en el serial diario de La Sexta, Maitena: Estados alterados.
El 30 de agosto de 2008 se casa con la actriz Lucía Jiménez con la que tiene tres hijos en común.
Tras apariciones esporádicas en la serie Lalola, pasa a ser personaje secundario encarnando a Marijose, una apocada mujer, esteticista, gordita y comilona, que, por suerte para ella, pasó a tomar el aspecto del atractivo Lalo.
Actualmente participa en la nueva serie de Telecinco La fuga interpretando a Robe, un idealista y obstinado personaje que no dudará en unirse al plan de Daniel (Aitor Luna) y los demás miembros de la resistencia para escapar de la prisión.

## Carrera

### Televisión
- El comisario, "La noche de todos los santos" (2002)
- El pantano, Como Médico joven, varios capítulos (2003)
- Un paso adelante, "El hombre invisible" (2003)
- Cuéntame cómo pasó, Como Amigo "Casi uno de los muertos" (2004) y como Pepe Mondragón (2013, tres capítulos).
- Aquí no hay quien viva, Como César "Érase unas vacaciones" (2004)
- Motivos personales, Varios capítulos (2005)
- A tortas con la vida, Como David (2005-2006) Secundario.
- Mis adorables vecinos, "Un toque de infidelidad" (2006)
- Planta 25, Como Mario (2006-2008) Protagonista.
- Hospital Central, Como Agustín Cornejo  "Caminos tan sin poesía" (2007)
- MIR, Como Dr. Alberto Sales (2008) Recurrente.
- Hermanos y detectives, "Demasiada casualidad" (2008)
- Maitena: Estados alterados, Como Diego (2008-2009) Secundario.
- Lalola, Como Lalo Padilla Sotelo/Daniel Torres.(2008-2009).(54 episodios).Secundario.
- La Señora, Como Alejandro (2008-2009) Secundario.
- Doctor Mateo, "De como Mateo se da cuenta de que no se da cuenta" (2010)
- Gavilanes, Como Víctor Abreu (2010-2011) Protagonista.
- Homicidios, Como Inspector Lama (2011) Secundario.
- La fuga, como Robe (2012) Protagonista.
- Ciega a citas, como Mario Martín (2014) Varios capítulos.
- Velvet, como Adolfo (2014) Varios capítulos.
- Bajo sospecha, como Carlos (2015) Episódico.

### Cine
- Planta 4ª, Doctor joven (2003)
- Cosas que hacen que la vida valga la pena, Empleado del cine  (2004)
- El penalti más largo del mundo, Román, (película, dirigida por Roberto Santiago, 2005).
- Yo soy la Juani, Capi, (película, dirigida por Bigas Luna, 2006).
- Los fantasmas de Goya, Guardia (2006)
- El club de los suicidas, Encargado del burger (2007)
- Las 13 rosas, Eutemio, (película, dirigida por Emilio Martínez Lázaro, 2007).
- Paredes, Cortometraje (2008)
- Vengo con la lluvia, Enfermero (2008)
- La vida en rojo, Alberto (2008)
- El diario de Carlota, Gregorio (2010)
- Camas, Cortometraje (2010)
- Decapoda Shock, Astronauta, Cortometraje (2011)
- Tarde de fútbol, Sergio, Cortometraje (2011)
- Spectre, Guerra (2015)